# Ольховатка (Балаклейский район)
Ольхова́тка (укр. Вільхуватка) — село,
Морозовский сельский совет,
Балаклейский район,
Харьковская область, Украина.
Код КОАТУУ — 6320284403. Население по переписи 2001 г. составляет 296 (136/160 м/ж) человек.
В селе есть железнодорожная станция Братское Озеро.

## Географическое положение
Село Ольховатка находится в 1 км от с. Бородоярское и в 5 км от г. Балаклея. Вокруг села болотистая местность, на юге покрытая лесом, много озёр, в 1 км протекает река Северский Донец.

## Происхождение названия
Названия села в разных языках (рус. Ольховатка и укр. Вільхуватка)) значительно отличаются, что часто приводит к путанице при переводе.

## Предприятия
- Ольховатское рыбохозяйство. Сфера деятельности: рыбоводство.